# Tera-Netjer
Tera-Netjer war ein frühägyptischer Beamter oder Höfling der 1. oder 2. Dynastie. Er ist nur durch eine grünliche Kachel belegt, die um 1903 von Sir William Matthew Flinders Petrie in Kom el-Sultan bei Abydos entdeckt wurde. Tera-Netjer erscheint auf diesem Artefakt als dünner Mann mit kurzen Haaren und langem Gehstock. Gemäß der kurzen Beischrift war er „Vorsteher des Hauses der Bewohner von Anu in Hemen“. Petrie bezeichnet das Fundstück als „ungewöhnlich“, da bislang aus dieser Epoche nur zwei Artefakte dieser Machart entdeckt wurden.